# Black Lips
Black Lips est un groupe de garage rock américain, originaire d'Atlanta, en Géorgie.

## Biographie
Le groupe se forme en 1999 à Dunwoody, en Géorgie. Il est composé alors du guitariste Cole Alexander, du bassiste Jared Swilley (issus du groupe Renegades) et du guitariste Ben Eberbaugh (The Reruns). Le batteur Joe Bradley se joint à eux quelques mois plus tard.
Entre-temps, Alexander et Swilley sont renvoyés de leur lycée après la fusillade de Columbine en 1999 car représentant « un danger ».
Le groupe publie un premier 45 tours en 2002.
En décembre 2002, le guitariste Ben Eberbaugh est tué au volant par un autre chauffeur, ivre.
Leur premier album Black Lips sort l'année suivante chez Bomp! Records.
Los Valientes Del Mundo Nuevo (Vice Records) est un live à Tijuana enregistré dans un bar de prostituées. Le son y est particulièrement clair malgré des conditions d'enregistrement pour le moins chaotique.
Des articles publiés dans la presse américaine à la suite de Let It Bloom (2005) ont fleuri (Spin, Stylus Magazine et Rolling Stone notamment).
En décembre 2006, les Black Lips enregistrent un nouvel album studio à Atlanta : Good Bad Not Evil. Pitchfork le classe parmi les meilleurs disques de la rentrée 2007.
En mars 2007, ils sont désignés « groupe le plus bosseur » au festival South by Southwest d'Austin, au Texas, pour avoir joué une douzaine de fois en trois jours. Le site web du New York Times leur consacre à ce titre un reportage vidéo.
En 2009, 200 Million Thousand sonne comme un retour aux sources. Le quatuor assure lui-même la production de l'album, c'est-à-dire on ne peut plus minimaliste. Les morceaux (citons notamment Again and Again, Short Fuse et Starting Over) parviennent à trouver un fragile équilibre entre brouillons ratés et bijoux pop-rock, qui était l'essence même de leurs légendaires ancêtres d'Austin : The 13th Floor Elevators.
Un nouvel album, produit par Mark Ronson, intitulé Arabia Mountain, est sorti en juin 2011. Après Go Out and Get It, le second extrait d'Arabia Mountain, Modern Art montrait le groupe prenant de l'acide avec des calmars géants nageant autour. En mars 2014, les Black Lips reviennent avec un septième opus baptisé Underneath the Rainbow. Ce disque est enregistré à New York avec Tommy Brenneck (Budos Band) et à Nashville (Tennessee) avec Patrick Carney (The Black Keys). Il accueille également à la guitare Brent Hinds (Mastodon). Ils annoncent et publient un nouvel album, Satan's Graffiti or God’s Art?, en 2017, toujours chez Vice Records.
En octobre 2019, le groupe a annoncé qu'il avait signé avec le label Fire Records. Le groupe a sorti son neuvième album studio Sing In A World That's Falling Apart le 24 janvier 2020 chez Fire Records, en partenariat avec Vice. L'album est co-produit et co-réalisé avec Nick Jodoin dans le Studio Valentine à Los Angeles.

## Style musical
Les Black Lips se définissent eux-mêmes comme un groupe de « Flower Punk » . Les Black Lips ont un son rappelant les Kinks à leurs débuts : sale, chantant faux, et enregistré en prise directe. Les compositions sont marquées par d'indéniables qualités mélodiques. Hormis ce titre : Buried Alive, Dirty Hands (sorte de pastiche de Beatles déglingués), et Bad Kids. Le groupe se dit influencé par : Los Saicos, The 13th Floor Elevators, Jacques Dutronc (dont ils ont repris une chanson), The Troggs, Love, Lollipop Shoppe, Kim Fowley, Brian Jones, Robitussin et Bo Diddley.

### Performance en concert
Les Black Lips sont connus pour un jeu de scène très provocateur incluant entre autres les vomissements, la miction, la nudité, des guitares enflammées. Ces performances extrêmes sont au centre de la couverture médiatique du groupe lorsque celui-ci débute sur la scène musicale et alors que ses membres ne maitrisent pas encore leur instrument. D’après le guitariste du groupe, Cole Alexander, elles ont été inspirées par l’actionnisme viennois, un mouvement qu’il décrit comme « très punk avant le punk ».
Néanmoins à mesure que le groupe a gagné en notoriété, la fréquence de ces prestations scéniques a légèrement diminué, le groupe affirmant « avoir un peu mûri ». Malgré l'attention médiatique souvent accordée à ces débordements, Jared Swilley, bassiste du groupe, déclare que « cela ne me semble pas si fou que ça. Ce n'est pas comme si nous avions déjà fait un sacrifice humain sur scène ou quelque chose comme ça ».

## Membres

### Membres actuels
- Cole Alexander - voix, guitare (depuis 1999)
- Jared Swilley - voix, basse (depuis 1999)
- Joe Bradley - voix, batterie, screaming (depuis 1999)
- Jack Hines – voix, guitare (2002-2004, depuis 2014)

### Anciens membres
- Ben Eberbaugh - guitare (2000-2002, décédé)
- Ian San Pé - guitare (2004-2014)

## Discographie

### Albums studio
- 2003 : Black Lips (Bomp! Records)
- 2004 : We Did Not Know the Forest Spirit Made the Flowers Grow (Bomp! Records)
- 2005 : Let it Bloom (In the Red Records)
- 2007 : Good Bad Not Evil (Vice Records)
- 2009 : 200 Million Thousand (Vice Records)
- 2011 : Arabia Mountain (Vice Records)
- 2014 : Underneath the Rainbow (Vice Records)
- 2017 : Satan's Graffiti or God’s Art? (Vice Records)
- 2020 : Sing In A World That's Falling Apart (Fire / Vice Records)
- 2022 : Apocalypse Love (Fire Records)
- 2025 : Season of the Peach (Fire Records)

### Albums live
- 2005 : Live @ WFMU (Dusty Medical Records)
- 2007 : Los Valientes del Mundo Nuevo (Vice Records)
- 2012 : Live at Third Man Records (Third Man Records)

### Singles et EP
- Ain't Comin' Back 7" - 2002 (Die Slaughterhaus Records)
- Freakout 7" - 2002 (The Electric Human Project)
- Ain't Comin' Back 7" - 2003 (Munster Records)
- Live At The Jam Club 7" - 2004 (Shake Your Ass Records)
- Does She Want 7" - 2005 (Slovenly Records)
- In and Out 7" - 2005 (Slovenly Records)
- Born To Be A Man 7" - 2005 (Varmint Records)
- Black Stereo/Dirt Mono - 2006 Split tour single with The Dirtbombs (Cass Records)
- Party at Rob's House 7" - 2006 (Rob's House Records)
- Born To Be A Man 7" - 2006 Réédition (Bachelor Records)
- Not A Problem 7" - 2007 (Vice Records)
- Cold Hands 7" - 2007 (Vice Records)
- Katrina 7" - 2007 (Vice Records)
- "Veni Vidi Vici 7" - 2007 (Vice Records)
- O Katrina! Australian Tour 7" - 2007 (Juvenile Records)
- Bad Kids / Leroy Faster 7" - 2008 (Vice Records)
- Short Fuse 7" - 2009 (Vice Records)
- I'll Be With You 7" - 2009 (Vice Records)
- Disconnection/99 Victs 7" - 2009 (Sub Pop Records Singles Club)
- Drugs 7" - (Vice Records)
- Before You Judge Me - (adult swim singles)
- Modern Art - 2011 (Vice Records)
- Family Tree - 2011  (Vice Records)[15]
- Odelia - 2019 (Fire Records)